# ديمي شورس
ديمي شورس (بالهولندية: Demi Schuurs) مواليد 1 أغسطس 1993 في سيتارد، هولندا، هي لاعبة كرة مضرب هولندية بدأت مسيرتها كمحترفة سنة 2009 وتحتل حالياً المرتبة رقم. 895 (8 فبراير 2016) في تصنيف رابطة محترفات كرة المضرب. هي إحدى بطلات الجراند سلام. أعلى تصنيف لها في الفردي كان المركز الـ 512 في سنة 2015. أعلى تصنيف لها في الزوجي كان المركز الـ 72 في سنة 2015.

## النهائيات

### الزوجي: 2 (الألقاب 2)
| الحصيلة | الرقم | التاريخ       | البطولة                    | الأرضية | الشريك              | المنافس                        | النتيجة          |
| ------- | ----- | ------------- | -------------------------- | ------- | ------------------- | ------------------------------ | ---------------- |
| الفوز   | 1.    | 12 أبريل 2015 | كاتوفيتشي المفتوحة، بولندا | صلبة    | يساليني بونافنتور   | جويا باربييري كارين كناب       | 7–5, 4–6, [10–6] |
| الفوز   | 2.    | 19 يوليو 2015 | بوخارست المفتوحة، رومانيا  | ترابية  | أوكسانا كالاشنيكوفا | أندريا ميتو باتريسيا ماريا تيج | 6–2, 6–2         |

## وصلات خارجية
- ديمي شورس على موقع رابطة محترفات التنس (الإنجليزية)
- ديمي شورس على موقع الاتحاد الدولي لكرة المضرب (الإنجليزية)
- ديمي شورس على موقع كأس بيلي جين كينغ (الإنجليزية)
- ديمي شورس على موقع بطولة ويمبلدون (الإنجليزية)
- ديمي شورس على موقع خلاصة التنس.كوم (الإنجليزية)
- ديمي شورس على موقع إي إس بي إن.كوم (الإنجليزية)
- ديمي شورس على موقع اللجنة الأولمبية الدولية (الإنجليزية)
- ديمي شورس على موقع أوليمبيديا (الإنجليزية)
- ديمي شورس على موقع تيم أن.أل (الهولندية)

- الموقع الرسمي